# Freddy García
Freddy Antonio García (6 de outubro de 1976, Caracas, Venezuela) é um jogador de beisebol venezuelano da Major League Baseball que atua como arremessador (pitcher). Durante sua carreira na MLB, ele jogou pelo Seattle Mariners, pelo Philadelphia Phillies, pelo Detroit Tigers e pelo Chicago White Sox. O melhor ano de Garcia como profissional foi em 2001 quando ele liderou a Liga Americana em entradas arremessadas e em ERA. Ele foi eleito para o All-Star Game em 2001 e em 2002. Em 2005, ele foi parte do time do Chicago White Sox que venceu a World Series e arremessou no jogo 4 que deu o título ao seu clube.

## Números e honras

### Estatísticas
- Vitórias–Derrotas: 152–101
- Earned Run Average: 4.15
- Strikeouts: 1 575

### Prêmios
- 2× selecionado para o All-Star Game (2001–2002)
- Liderou a Liga Americana em ERA (2001)
- Liderou a Liga Americana em entradas arremessadas (2001)
- Campeão da World Series (2005)